# Rhabdomastix optata
Rhabdomastix optata là một loài ruồi trong họ Limoniidae. Chúng phân bố ở miền Australasia.